# Trận chung kết Giải vô địch bóng đá thế giới 1994
Trận chung kết giải bóng đá vô địch thế giới 1994 là trận đấu bóng đá diễn ra ngày 17 tháng 7 năm 1994 tại sân vận động Rose Bowl ở thành phố Pasadena giữa hai đội là Ý và Brasil để xác định nhà vô địch của giải bóng đá vô địch thế giới 1994. Ở 90 phút đá chính, không có bàn thắng nào được ghi. Ở 30 phút đá hiệp phụ, tỷ số vẫn là 0–0. Brazil đã đánh bại Ý với tỷ số là 3–2 ở loạt sút luân lưu 11m. Đây là lần thứ tư đội tuyển Brasil giành được chức vô địch của giải bóng đá lớn nhất hành tinh, sau ba lần vào năm 1958, 1962 và 1970.

## Thông tin quanh trận đấu

### Sút luân lưu 11m
Hai hiệp phụ đã kết thúc với tỷ số là 0–0. Hai đội phải bước vào màn sút luân lưu cân não để xác định đội đoạt chức vô địch. Brazil đã đánh bại Ý với tỷ số là 3–2, với chỉ một quả sút hỏng của Márcio Santos. Phía đội tuyển Ý, với việc quả sút luân lưu thứ năm của R.Baggio đã đưa bóng đi vọt xà ngang, đội Ý phải chấp nhận nhìn đội bạn dành chức vô địch sau màn sút luân lưu này.

## Tóm tắt trận đấu

### Chi tiết
| Brasil                                   | 0–0 (s.h.p.) | Ý                                                |
| ---------------------------------------- | ------------ | ------------------------------------------------ |
|                                          |              |                                                  |
| Loạt sút luân lưu                        |              |                                                  |
| Márcio Santos · Romário · Branco · Dunga | 3–2          | Baresi · Albertini · Evani · Massaro · R. Baggio |

| Brasil | Ý |

|                         |    |                  |     |      |
|                         |    |                  |     |      |
| GK                      | 1  | Cláudio Taffarel |     |      |
| RB                      | 2  | Jorginho         |     | 21'  |
| CB                      | 13 | Aldair           |     |      |
| CB                      | 15 | Marcio Santos    |     |      |
| LB                      | 6  | Branco           |     |      |
| CM                      | 5  | Mauro Silva      |     |      |
| CM                      | 8  | Dunga (c)        |     |      |
| RM                      | 17 | Mazinho          | 4'  |      |
| LM                      | 9  | Zinho            |     | 106' |
| CF                      | 11 | Romário          |     |      |
| CF                      | 7  | Bebeto           |     |      |
| Vào thay người:         |    |                  |     |      |
| DF                      | 14 | Cafu             | 87' | 21'  |
| FW                      | 21 | Viola            |     | 106' |
| Huấn luyện viên trưởng: |    |                  |     |      |
| Carlos Alberto Parreira |    |                  |     |      |

|                         |    |                    |     |     |
|                         |    |                    |     |     |
| GK                      | 1  | Gianluca Pagliuca  |     |     |
| RB                      | 8  | Roberto Mussi      |     | 35' |
| CB                      | 6  | Franco Baresi (c)  |     |     |
| CB                      | 5  | Paolo Maldini      |     |     |
| LB                      | 3  | Antonio Benarrivo  |     |     |
| RM                      | 14 | Nicola Berti       |     |     |
| CM                      | 13 | Dino Baggio        |     | 95' |
| CM                      | 11 | Demetrio Albertini | 42' |     |
| LM                      | 16 | Roberto Donadoni   |     |     |
| CF                      | 10 | Roberto Baggio     |     |     |
| CF                      | 19 | Daniele Massaro    |     |     |
| Vào thay người:         |    |                    |     |     |
| DF                      | 2  | Luigi Apolloni     | 41' | 35' |
| MF                      | 17 | Alberigo Evani     |     | 95' |
| Huấn luyện viên trưởng: |    |                    |     |     |
| Arrigo Sacchi           |    |                    |     |     |

| Trợ lý trọng tài: - Venancio Zarate (Paraguay) - Mohammad Fanaei (Iran) - Trọng tài bàn: Francisco Oscar Lamolina (Argentina) | Quy định trận đấu: - 90 phút thi đấu chính thức. - 30 phút hiệp phụ nếu cần thiết. - Trận đấu lại sẽ được tổ chức sau 48 giờ nếu tỉ số vẫn hòa. - 5 cầu thủ dự bị, trong đó được sử dụng 2 người. |